# Alias (アルバム)
「Alias」（エイリアス）は、日本のロックバンドAliasが2012年5月4日に台湾でリリースした、1枚目のCDアルバム。

## 概要
- 台湾デビュー盤であり、Alias初のCD作品。
- ミニアルバム「evermore」に、「Freeze」と「追憶」を新たに加えた構成になっている。
- 「the World is mine」と「Here」の曲順が、ミニアルバムとは逆になっている。

## 収録曲
1. True
(作詞：Mai / 作曲：KiYO / 編曲：Alias)
2. 冰冷的眼淚（ツメタイナミダ (Cold Tears)の中国語タイトル）
(作詞：Mai / 作曲：KiYO / 編曲：Alias)
  - WebTV番組『LOVE JAPAN(主演:Cheesie)』OPテーマ
  - MySpace Japanモバイルランキング初登場1位
3. Freeze
(作詞：Mai / 作曲：KiYO / 編曲：Alias)
4. Here
(作詞：Mai / 作曲：KiYO / 編曲：Alias)
  - Windows専用ゲーム「爆音の世代、沈黙の世界」最終章OPテーマ
5. the World is mine
(作詞：Mai / 作曲：KiYO / 編曲：Alias)
  - feat. BOKKADENcI (Chiptune)
6. 追憶
(作詞：Mai / 作曲：Mii / 編曲：Alias)
  - 原曲はWindows専用ゲーム「さとりとやまぼうし」のOPテーマとして、Miiが書きおろした曲。
曲名も同じだが、アルバム収録にあたり、大幅にリアレンジされている。
7. evermore
(作詞：Mai / 作曲：KiYO / 編曲：Alias)
  - MySpaceうたフルダウンロードランキング初登場1位
  - MySpace Japanネクストブレイカー
  - FM千里2009年9月度Power Play
8. 圍繞 (Meguru)（巡 (Meguru)の中国語タイトル）
(作詞：Mai / 作曲：KiYO / 編曲：Alias)
  - 東日本大震災復興祈念チャリティーソング
9. Lament (Instrumental)
(作曲：KiYO / ピアノ即興演奏：Mai)